# Сей (приток Увеза)
Сей (фр. Seille) — река на юге Франции в департаменте Воклюз региона Прованс — Альпы — Лазурный Берег, приток Увеза. Протяжённость реки — 13 км. Площадь водосборного бассейна — 1918 км².

## География

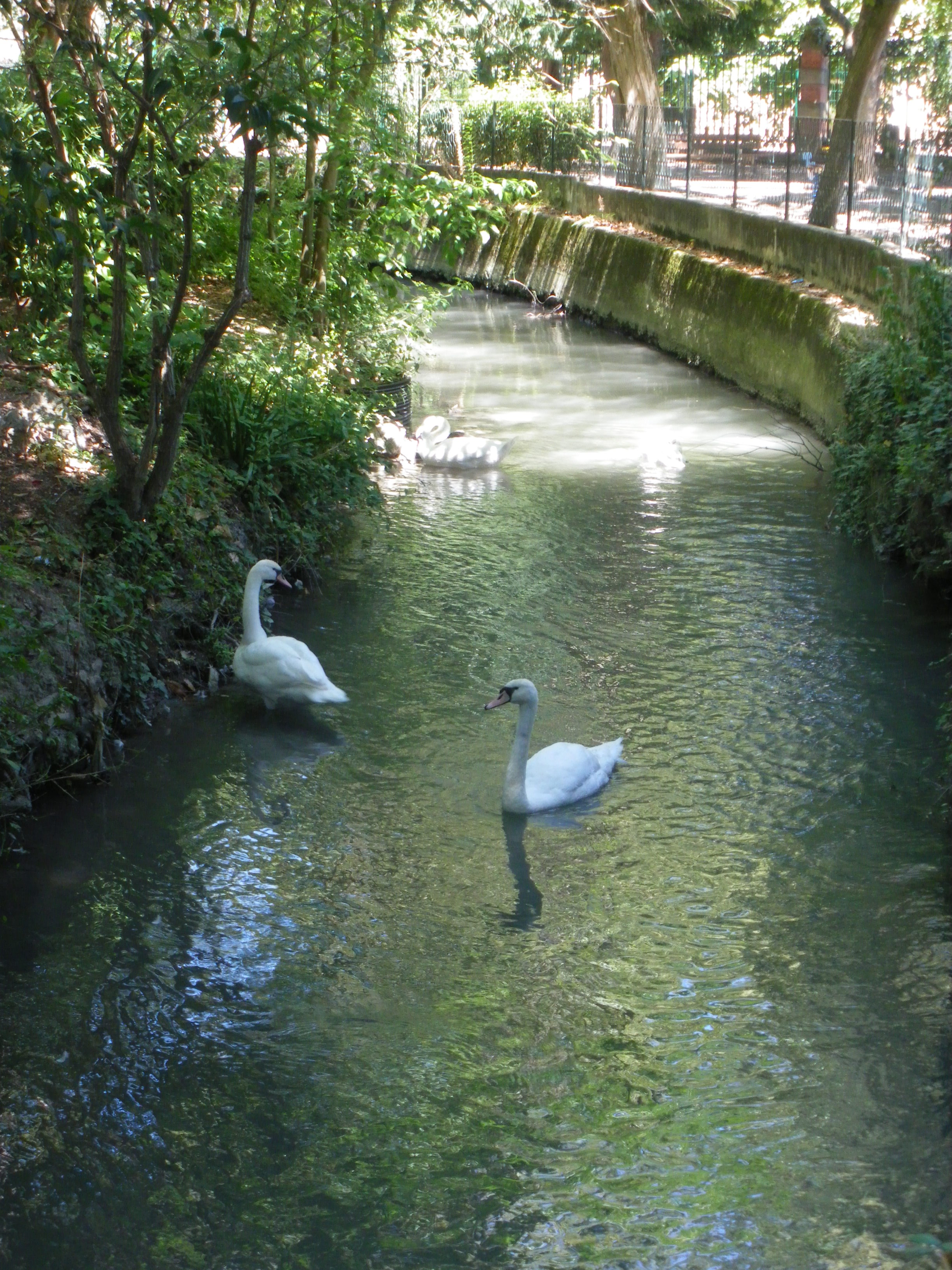
Сей в парке Сент-Мари в Куртезоне.

Сей берёт начало от источника в Жонкьер, пересекает Куртезон и впадает в Увез в Бедарриде.

## Притоки
В Сей впадают два ручья. Оба притока протекают между Куртезоном и Жонкьером.
- Пети-Раонель (5,1 км)
- Гран-Раонель (2,8 км)

## Пересекаемые коммуны
Сей пересекает территорию 5 коммун:
- Жонкьер (источник)
- Камаре-сюр-Эг
- Куртезон
- Сорг
- Бедаррид (устье)